# Chevrolet Delray
La Delray è un'autovettura full-size prodotta dalla Chevrolet dal 1954 al 1958. Solo durante l'ultimo anno di produzione fu un modello a sé stante. In precedenza era un allestimento opzionale della Chevrolet 210.

## Storia

### Un allestimento opzionale: 1954–1957
Dal 1954 al 1957 Delray fu un allestimento offerto come optional sulla Chevrolet 210. Era disponibile solo sulle versioni berlina due porte, e prevedeva una tappezzeria di alto livello in vinile con disegno zigrinato ed in tinta con il colore esterno, oltre a tappetini di fattura superiore e ad altri abbellimenti minori. Dato che l'allestimento ebbe successo, nel 1958 la Delray diventò un modello a sé stante.

### Un modello a sé stante: 1958
Nel 1958 il nome Delray fu associato ad un modello di autovettura a sé stante. Prese il posto della 150. La Delray fu il modello base nella gamma di vetture full-size offerta dalla Chevrolet. La dotazione di accessori era ridotta al minimo e, nella gamma delle vetture full-size della Chevrolet, era seguita dalle più lussuose Biscayne, Bel Air e Impala. Il modello possedeva un telaio General Motors a X. Il modello era disponibile in versione pick-up, coupé due porte, berlina due e quattro porte, e familiare tre e cinque porte.
Fedele al suo ruolo di modello di base, aveva in dotazione una minima quantità di accessori interni ed esterni, ed un numero limitato di optional. Per questo motivo, la Delray fu popolare come vettura aziendale, auto della polizia e modello per uomini d'affari. Comunque, clienti privati potevano comprare un modello ad un prezzo relativamente contenuto, e che aveva un basso costo di mantenimento, senza però rinunciare ai pregi di una vettura full-size, seppur dotata di un allestimento piuttosto povero. Gli acquirenti potevano scegliere tra diversi tipi di cambi e motori. Nello specifico, i propulsori disponibili erano un sei cilindri in linea da 3.859 cm³ e 145 CV di potenza, ed un V8 da 4.638 cm³ e 185 CV o 230 CV (se sovralimentato). Su richiesta era possibile avere un motore V8 da 5.703 cm³ da 250 CV (sia normalmente aspirato che ad iniezione) o 315 CV (se sovralimentato).
Il modello aveva il motore montato anterioriormente e la trazione posteriore.